# Уилоу Смит
Уилоу Камил Рейн Смит (на английски: Willow Camille Reign Smith, родена е на 31 октомври 2000 г. в Лос Анджелис) е американска актриса и певица.

## Ранен живот
Родена е на 31 октомври 2000 г. Дъщеря е на Уил Смит и Джейда Пинкет Смит и сестра на Джейдън Смит и Трей Смит.

## Кариера
Прави своя първи актьорски дебют през 2007 г. във филма „Аз съм легенда“, а по-късно се появява и в „Kit Kittredje: An Americam Girl“ заедно с Абигейл Бреслин. През 2010 г. издава дебютния си сингъл „Whip My Hair“.
През 2011 г. издава още 2 сингъла – „21st Century Girl“ и „Firebal“ (с участието на Ники Минаж). Дебютният ѝ албум „Willow: You Think You Know Me“ е планиран да излезе на 3 април 2012 г., но по-късно е отложен.

## Личен живот
През юни 2019 г. Уилоу споделя в интервю, че е бисексуална, като заявява: „Еднакво обичам мъжете и жените.“

## Дискография
Сингли
- „Whip My Hair“ (2010)
- „21st Century Girl“[4] (2011)
- „Fireball“ (с участието на Ники Минаж) (2011)